# Send the Wood Music
Send the Wood Music est un label discographique indépendant français, basé à Montpellier, dans l'Hérault. Il est spécialisé dans la promotion, la diffusion, le pressage et l'organisation de concerts de heavy metal, rock, pop, punk rock, distribué physiquement en France par Universal Music Group (France, Scandinavie) et Season of Mist, à l'international par Plastic Head Music Distribution, et en téléchargement par The Orchard. Il est fondé en 2000 par Nancy Betaille, Hadrien Tourrenc et Sébastien Martin.

## Histoire
À l'origine, la structure se spécialise dans la distribution, le booking ou encore le tour management, notamment en travaillant pour des groupes majeurs de la scène post-metal et punk hardcore suédoise : en 2007, la structure s'occupe du booking de la tournée française de Cult of Luna et en 2010 de la distribution d'Eviga Riket, un livre musical (version anglaise et version suédoise) qui raconte la suite de l'histoire de Mr. Holger Nilson, personnage étrange qui avait été évoqué tout le long de leur dernier album Eternal Kingdom. Par ailleurs, Send the wood music distribue en France le premier album de Khoma : Tsunami (2004) et s'occupe du booking de la première tournée française du groupe suédois Spinning Black Circle, ainsi que de la distribtion de leur premier album.
Progressivement, Send the Wood Music devient un label discographique, et compte plus de quarante artistes dans son catalogue, comprenant aussi bien des groupes émergents de la scène metal française comme Hord, que des artistes confirmés comme Christophe Godin (guitariste de Gnô et Mörglbl), ou encore Karim Attoumane (guitare de Charlélie Couture, Zuul FX, Mypollux, et The Etherist). En 2014, Send the Wood Music signe le all-star band Vise Versa réunissant le chanteur canadien Jon Howard du groupe Threat Signal, le batteur Franky Costanza du groupe Dagoba (remplacé à l'été 2015 par Morgan Berthet (Myrath, Frontal, ex-Eths, ex-Eyeless, ex-The Mars Chronicles), la bassiste Audrey Henry du groupe Memories of a dead man et le guitariste Eddy Chaumulot (ex-T.A.N.K.) ; et le jeune artiste émergent Nour Harkati dont le premier album sorti le 3 novembre 2014 est distribué par Universal Music Group (France et Scandinavie).

## Engagement
Le label est aussi connu pour son engagement dans des causes sociales et humanitaires : en 2013, Send the Wood Music fait paraître une compilation téléchargeable de ses artistes dont les bénéfices sont entièrement reversés à l'association Les Restos du cœur créée en France par Coluche en 1985,. Par ailleurs, le label organise la même année une date de la tournée Orphaned Land et Khalas pour la paix entre Israéliens et Palestiniens,.

## Événementiel
Parallèlement à ses activités de maison de disques, Send the Wood Music s'est spécialisé dans l'organisation de concerts underground en Languedoc-Roussillon en partenariat avec des salles montpelliéraines et nîmoises comme la Paloma (salle de spectacle) / SMAC de Nîmes Métropole, ou encore le Black Sheep, l'Antirouille et le Rockstore à Montpellier. Entre 2014 et 2016, le label fait venir jouer dans le sud de la France des groupes majeurs de la scène rock et metal comme Kataklysm, Septicflesh et Aborted, God Is an Astronaut, Animals as Leaders + Tesseract , mais aussi français avec Trepalium, Hypno5e, Frontal, Tess et Young Cardinals.

## Groupes et artistes

### Heavy metal et dérivés
- Aezen
- All We Need
- Angher Incorporated
- A Plane to the Void
- Black Knives
- Bomb Scare Crew
- Cult of Luna
- Deathawaits
- Defaced
- Detoxed
- Drenalize
- DOPPELGÄNGER
- Farthest Theory
- F.O.D.T.
- Friend of Misery
- Gnô
- Hardbanger
- Heavy Duty
- Hell of a ride
- Hord
- Hyperdump
- Idensity
- Inner Reflections
- Insolvency
- In The Guise of Men
- Kozh Dall Division
- Kombur
- Lessen
- Lies
- Lodz
- Me Against the World
- Memories of a Dead Man
- Metropolis Child
- Moghan Ra
- Nothing From No One
- Peter Puke (Julien Rousset)
- Seven Eyed Crow
- Sick Sad World
- Superscream
- Tess
- The Mars Chronicles
- The Walrus Resists
- Timebend Project (Samir Maamari)
- Under the Abyss
- Unsafe
- Venus Lips
- Vesperine
- Vise Versa
- Violence from within

### Rock et dérivés
- Civil War
- D-Pictura
- Fergessen
- Happening
- Holispark
- Hue! Dada
- Khoma
- Kinky Yukky Yuppy
- Ladies Ballbreaker
- Litchy-Litchy
- Nothing for free
- Nour Harkati
- Psome
- Saturn
- Spayroll
- Spinning Black Circle
- Talia
- The Etherist
- Vicious Grace
- Yeti
- Young Cardinals

### Electro et dérivés
- Artemus Gordon